# 보스니아 헤르체고비나 국립 대학 도서관

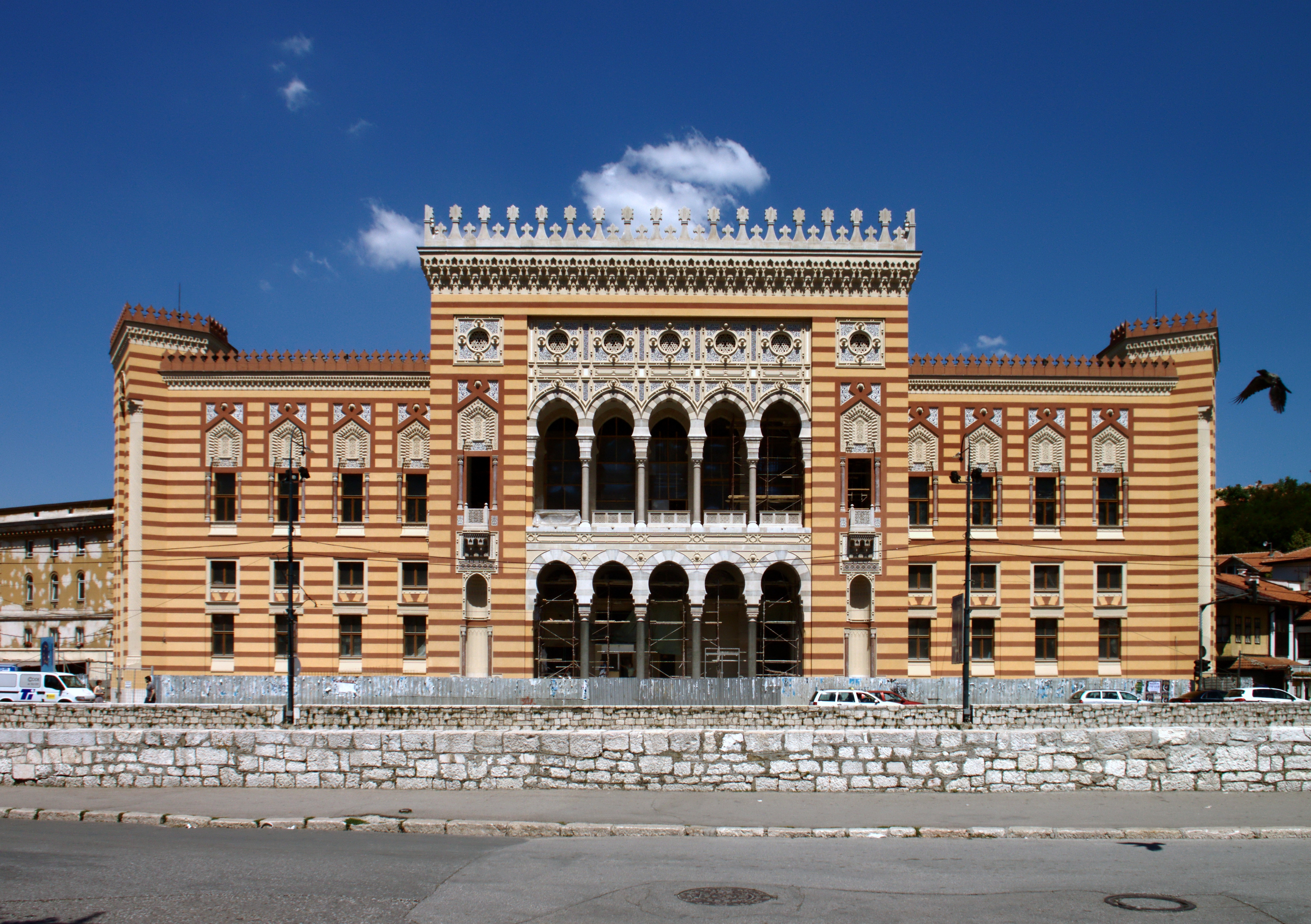
보스니아 헤르체고비나 국립 대학 도서관

보스니아 헤르체고비나 국립 대학 도서관(보스니아어: Nacionalna i univerzitetska biblioteka Bosne i Hercegovine)은 보스니아 헤르체고비나 사라예보에 위치한 국립도서관이다.